# Práznovce
Práznovce (Hongaars: Práznóc) is een Slowaakse gemeente in de regio Nitra, en maakt deel uit van het district Topoľčany.
Práznovce telt 996 inwoners.